# Beach volley 4x4 maschile ai Giochi mondiali sulla spiaggia 2019
Le competizioni di beach volley 4x4 maschile ai Giochi mondiali sulla spiaggia 2019 si sono svolte dal 12 al 16 ottobre 2019 presso la spiaggia di Katara, a Doha. Vi hanno partecipato 8 squadre suddivise equamente in due gironi che, in base alla classifica finale, hanno determinato gli accoppiamenti della fase ad eliminazione diretta. Gli Stati Uniti hanno vinto la medaglia d'oro sconfiggendo in finale i padroni di casa del Qatar 2-0, mentre la medaglia di bronzo è andata all'Indonesia.

## Calendario
La fase a gironi si è disputata il 12 e il 13 ottobre. Il 14 ottobre ha avuto inizio la fase ad eliminazione diretta, culminata il giorno 16 con l'assegnazione delle medaglie.
| ● | Finali |

| Ottobre |    |    |    |    |    |
| 11      | 12 | 13 | 14 | 15 | 16 |
|         | ●  | ●  | ●  | ●  | 1  |

## Squadre partecipanti
| Squadra     | Qualificazione                      | Ultima partecipazione |
| ----------- | ----------------------------------- | --------------------- |
| Australia   | Ranking mondiale quota Asia         | -                     |
| Cile        | Ranking mondiale quota Sud America  | -                     |
| Germania    | Invito                              | -                     |
| Indonesia   | Invito                              | -                     |
| Mozambico   | Ranking mondiale quota Africa       | -                     |
| Polonia     | Ranking mondiale quota Europa       | -                     |
| Qatar       | Paese organizzatore                 | -                     |
| Stati Uniti | Ranking mondiale quota Nord America | -                     |

## Fase a gironi

### Girone A
| Pos | Squadra     | Pt | G | V | P | SV | SP | Ratio | PF  | PS  | Ratio |
| --- | ----------- | -- | - | - | - | -- | -- | ----- | --- | --- | ----- |
| 1   | Qatar       | 6  | 3 | 3 | 0 | 6  | 1  | 6,000 | 146 | 113 | 1,292 |
| 2   | Stati Uniti | 4  | 3 | 1 | 2 | 4  | 4  | 1,000 | 138 | 141 | 0,979 |
| 3   | Germania    | 4  | 3 | 1 | 2 | 3  | 5  | 0,600 | 137 | 150 | 0,913 |
| 4   | Indonesia   | 4  | 3 | 1 | 2 | 3  | 5  | 0,600 | 133 | 150 | 0,887 |

| 12 ottobre 2019 Spiaggia di Katara, Doha | Qatar       | 2 - 1 | Indonesia   | 16-21, 21-14, 15-4  |
| 12 ottobre 2019 Spiaggia di Katara, Doha | Germania    | 2 - 1 | Stati Uniti | 21-19, 14-21, 15-13 |
| 13 ottobre 2019 Spiaggia di Katara, Doha | Stati Uniti | 1 - 2 | Qatar       | 21-16, 10-21, 10-15 |
| 13 ottobre 2019 Spiaggia di Katara, Doha | Germania    | 1 - 2 | Indonesia   | 19-21, 21-18, 14-16 |
| 13 ottobre 2019 Spiaggia di Katara, Doha | Qatar       | 2 - 0 | Germania    | 21-18, 21-15        |
| 13 ottobre 2019 Spiaggia di Katara, Doha | Indonesia   | 0 - 2 | Stati Uniti | 18-21, 21-23        |

### Girone B
| Pos | Squadra   | Pt | G | V | P | SV | SP | Ratio | PF  | PS  | Ratio |
| --- | --------- | -- | - | - | - | -- | -- | ----- | --- | --- | ----- |
| 1   | Australia | 5  | 3 | 2 | 1 | 5  | 2  | 2,500 | 134 | 119 | 1,126 |
| 2   | Polonia   | 5  | 3 | 2 | 1 | 4  | 2  | 2,000 | 125 | 119 | 1,050 |
| 3   | Mozambico | 4  | 3 | 1 | 2 | 2  | 5  | 0,400 | 131 | 137 | 0,956 |
| 4   | Cile      | 4  | 3 | 1 | 2 | 2  | 4  | 0,500 | 105 | 120 | 0,875 |

| 12 ottobre 2019 Spiaggia di Katara, Doha | Cile      | 0 - 2 | Australia | 14-21, 17-21        |
| 12 ottobre 2019 Spiaggia di Katara, Doha | Polonia   | 2 - 0 | Mozambico | 23-21, 24-22        |
| 13 ottobre 2019 Spiaggia di Katara, Doha | Cile      | 2 - 0 | Mozambico | 21-17, 21-19        |
| 13 ottobre 2019 Spiaggia di Katara, Doha | Australia | 2 - 0 | Polonia   | 23-21, 21-15        |
| 13 ottobre 2019 Spiaggia di Katara, Doha | Polonia   | 2 - 0 | Cile      | 21-19, 21-13        |
| 13 ottobre 2019 Spiaggia di Katara, Doha | Mozambico | 2 - 1 | Australia | 16-21, 21-16, 15-11 |

## Fase a eliminazione diretta

### Tabellone
|  | Quarti          | Quarti          |                 |           | Semifinali         | Semifinali         |  |  | Finale 1º/2º posto | Finale 1º/2º posto |
|  |                 |                 |                 |           |                    |                    |  |  |                    |                    |
|  | 14 ottobre 2019 |                 |                 |           |                    |                    |  |  |                    |                    |
|  |                 |                 |                 |           |                    |                    |  |  |                    |                    |
|  | Qatar           | 2               |                 |           |                    |                    |  |  |                    |                    |
|  | Qatar           | 2               | 15 ottobre 2019 |           |                    |                    |  |  |                    |                    |
|  | Cile            | 0               |                 |           |                    |                    |  |  |                    |                    |
|  | Cile            | 0               | Qatar           | 2         |                    |                    |  |  |                    |                    |
|  | 14 ottobre 2019 |                 | Qatar           | 2         |                    |                    |  |  |                    |                    |
|  |                 | Polonia         | 0               |           |                    |                    |  |  |                    |                    |
|  | Polonia         | Polonia         | 0               | 2         |                    |                    |  |  |                    |                    |
|  | Polonia         |                 | 16 ottobre 2019 | 2         |                    |                    |  |  |                    |                    |
|  | Germania        | 0               |                 |           |                    |                    |  |  |                    |                    |
|  | Germania        | 0               | Qatar           | 0         |                    |                    |  |  |                    |                    |
|  | 14 ottobre 2019 |                 | Qatar           | 0         |                    |                    |  |  |                    |                    |
|  |                 | Stati Uniti     | 2               |           |                    |                    |  |  |                    |                    |
|  | Stati Uniti     | Stati Uniti     | 2               | 2         |                    |                    |  |  |                    |                    |
|  | Stati Uniti     | 15 ottobre 2019 |                 | 2         |                    |                    |  |  |                    |                    |
|  | Mozambico       | 0               |                 |           |                    |                    |  |  |                    |                    |
|  | Mozambico       | 0               | Stati Uniti     | 2         | Finale 3º/4º posto | Finale 3º/4º posto |  |  |                    |                    |
|  | 14 ottobre 2019 |                 | Stati Uniti     | 2         | Finale 3º/4º posto | Finale 3º/4º posto |  |  |                    |                    |
|  |                 | Indonesia       | 0               |           |                    |                    |  |  |                    |                    |
|  | Australia       | Indonesia       | 0               | 1         | Polonia            | 1                  |  |  |                    |                    |
|  | Australia       |                 |                 | 1         | Polonia            | 1                  |  |  |                    |                    |
|  | Indonesia       | 2               |                 | Indonesia | 2                  |                    |  |  |                    |                    |
|  | Indonesia       | 2               |                 |           | 2                  |                    |  |  |                    |                    |
|  |                 |                 |                 |           |                    |                    |  |  | 16 ottobre 2019    |                    |
|  |                 |                 |                 |           |                    |                    |  |  |                    |                    |

### Quarti di finale
| 14 ottobre 2019 Spiaggia di Katara, Doha | Qatar       | 2 - 0 | Cile      | 21-13, 21-18       |
| 14 ottobre 2019 Spiaggia di Katara, Doha | Polonia     | 2 - 0 | Germania  | 21-11, 21-9        |
| 14 ottobre 2019 Spiaggia di Katara, Doha | Stati Uniti | 2 - 0 | Mozambico | 21-14, 21-13       |
| 14 ottobre 2019 Spiaggia di Katara, Doha | Australia   | 1 - 2 | Indonesia | 25-23, 16-21, 9-15 |

### Semifinali
| 15 ottobre 2019 Spiaggia di Katara, Doha | Qatar       | 2 - 0 | Polonia   | 24-22, 21-15 |
| 15 ottobre 2019 Spiaggia di Katara, Doha | Stati Uniti | 2 - 0 | Indonesia | 21-15, 21-12 |

### Finale 3º posto
| 16 ottobre 2019 Spiaggia di Katara, Doha | Polonia | 1 - 2 | Indonesia | 13-21, 21-19, 11-15 |

### Finale
| 16 ottobre 2019 Spiaggia di Katara, Doha | Stati Uniti | 2 - 0 | Qatar | 21-18, 26-24 |

## Podio

### Campione
Formazione: Maddison McKibbin, Casey Patterson, Troy Field, Taylor Crabb, Brian Cook, Riley McKibbin.

### Secondo posto
Formazione: Ahmed Tijan, Saif Elmajid, Ziad Benlouaer, Cherif Younousse, Nassir Ali, Denis Messelmani.

### Terzo posto
Formazione: Gunawan Dewantoro, Yogi Hermawan, I Ketut Ardana, Yosi Ariel Firnanda, Rendy Licardo, Tio Sentosa.